# Triathlon na Igrzyskach Europejskich 2015
Triathlon na Igrzyskach Europejskich 2015 – podczas pierwszych igrzysk europejskich 130 sportowców rywalizowało w dwóch konkurencjach – zawody kobiet i mężczyzn odbyły się odpowiednio 13 i 14 czerwca na plaży Bilgəh (Bilgəh Çimərliyi) w Baku.

## Kwalifikacje
Narodowe komitety olimpijskie zgłosić mogły po dwóch uczestników w każdej z konkurencji, zaś tych 12 komitetów, których członkowie jako pierwsi zagwarantowali sobie trzy minima kwalifikacyjne – trzech.

## Kwalifikacje olimpijskie
Triathlon był jedną z konkurencji, w których wyniki Igrzysk miały wpływ na kwalifikacje olimpijskie – zwycięzca każdej konkurencji zyskiwał automatyczną kwalifikację na Letnie Igrzyska Olimpijskie 2016 w Rio de Janeiro.

## Rezultaty
| Konkurencja           | Złoto         | Srebro        | Brąz              |
| Kobiety (szczegóły)   | Nicola Spirig | Rachel Klamer | Lisa Nordén       |
| Mężczyźni (szczegóły) | Gordon Benson | João Silva    | Rostysław Piewcow |

## Tabela medalowa
| Miejsce | Państwo         | Złoto | Srebro | Brąz | Razem |
| ------- | --------------- | ----- | ------ | ---- | ----- |
| 1       | Szwajcaria      | 1     | 0      | 0    | 1     |
| 1       | Wielka Brytania | 1     | 0      | 0    | 1     |
| 3       | Holandia        | 0     | 1      | 0    | 1     |
| 3       | Portugalia      | 0     | 1      | 0    | 1     |
| 5       | Azerbejdżan     | 0     | 0      | 1    | 1     |
| 5       | Szwecja         | 0     | 0      | 1    | 1     |
| Razem   | Razem           | 2     | 2      | 2    | 6     |